# Catocala propinqua
Catocala propinqua är en fjärilsart som beskrevs av Charles E. Rungs 1972. Catocala propinqua ingår i släktet Catocala och familjen nattflyn. Inga underarter finns listade i Catalogue of Life.